# Grotte du homard
La grotte de homard (chinois:龍蝦洞 ; pinyin: Lóngxiā dòng ; anglais: Lobster Cave) est une grotte située sur l'île de Liuqiu dans le comté de Pingtung à Taïwan. 

## Nom
"Grotte du homard" est une calque du nom chinois de la grotte. Il semble que le nom provienne de homards qui séjournaient là il y a plus d'un siècle et qui furent chassés par les habitants de l'île au cours d'un raid nocturne. 

## Géologie
La grotte est composée de calcaires et de coraux. Elle est entourée de récifs coralliens, de nids de poule et de ravines. Elle est accessible à marée basse.  